# Natura 2000-område nr. 82 Randbøl Hede og klitter i Frederikshåb Plantage
 Natura 2000-område nr. 82 Randbøl Hede og klitter i Frederikshåb Plantage  har samlet et areal på 1140 hektar og består af et EU-habitatområde (H71), på 958 hektar og et fuglebeskyttelsesområde (F46) på 1000 ha. Størstedelen af området, hvor ca. 76 % af arealet ejes af Naturstyrelsen, udgøres af indlandsklitter.

## Beskrivelse
Randbøl Hede er et stort hedeområde, der tidligere var domineret af dværgbuske, men en stor del af området har i dag udviklet sig til at være græshede/blåtophede.
Store dele af Randbøl Hede består geologisk af flyvesand, men med en tunge af
ferskvandsgrus der kommer ind på heden fra sydøst.
I området forekommer der større og mindre klitdannelser Staldbakkerne
mod nordøst og Morbanke mod vest som de mest markante.
Nord for Randbøl Hede i Frederikshåb Plantage ligger området ”Klitterne”, som består af klitdannelser med en række temporære søer mellem klitterne. De går under
navnet ”Syvårssøerne” og er nogle år vandfyldte mens de andre år tørrer de helt ud.

## §3 områder
I alt er 848,4 ha omfattet af naturbeskyttelseslovens §3 fordelt på :
- 0,6 km vandløb
- 20,5 ha sø
- 12,5 ha mose
- 805,7 ha hede
- 9,8 ha eng[1][2]

Desuden er der 85 ha skov og resten består af agerjord, byer mm.

## Flora og fauna
På engene langs Vesterbæk findes en række karakteristiske fattigkærsarter
som Klokke-Ensian, Mose-Troldurt, Spæd Mælkeurt, Plettet Gøgeurt, og Rundbladet Soldug og den meget sjældne Kamillebladet
Månerude, der er opført som akut truet på den danske rødliste. Der findes Guldblomme en del steder på heden og Almindelig Månerude har
også et par kendte voksesteder. Truede arter som Vårkobjælde og Cypresulvefod
er registreret fåtalligt i området.
De store åbne arealer med mindre vandhuller er vigtige potentielle
ynglelokaliteter for udpegningsarten Tinksmed. Stor regnspove yngler fåtalligt på heden, og der er registreret natravn, hedelærke, rødrygget tornskade, stor tornskade, sortstrubet bynkefugl og sortspætte i området på Randbøl Hede og i Frederikshåb Plantage. Stor hornugle, og muligvis også hvepsevåge, yngler tæt på fuglebeskyttelsesområdet, og duehøg yngler i Frederikshåb
Plantage.
I vandhuller på heden yngler Spidssnudet frø og den gullistede lille vandsalamander , og truede arter som dukatsommerfugl og foranderlig blåfugl er registreret i området. Af fredede arter i øvrigt kan nævnes
stålorm og alm. firben.

## Fredninger
Randbøl Hede er fredet af flere omgange med den første fredning fra 1932 og senere tilføjelser i 1936 og 1952. Fredningen er en tilstandsfredning med det formål at bevare heden som en stor hede af national betydning..

## Videre forløb
Natura 2000-planen blev vedtaget i 2011, hvorefter kommunalbestyrelserne
og Naturstyrelsen udarbejdede bindende handleplaner for
gennemførelsen af planen.  Planen videreføres og videreudvikles i senere planperioder. Natura 2000-området ligger i Vejle og Billund Kommuner, og naturplanen koordineres med vandplanen for 1.10 Hovedvandopland Vadehavet.

## Eksterne kilder og henvisninger
1. 1 2 3 4  Miljøstyrelsen Sydjylland (juni 2023). "Naturplan 2022-2027  Natura 2000-område nr. 82 Randbøl Hede og klitter i Frederikshåb Plantage" (PDF). mst.dk. Miljøstyrelsen. Arkiveret (PDF) fra originalen 25. juni 2024. Hentet 25. juni 2024.
2. 1 2 3 4  
Miljøstyrelsen Sydjylland (november 2021). "Revideret basisanalyse 2022-2027  Natura 2000-område nr. 82 Randbøl Hede og klitter i Frederikshåb Plantage" (PDF). mst.dk. Miljøstyrelsen. Arkiveret (PDF) fra originalen 25. juni 2024. Hentet 25. juni 2024.
3. ↑  Om fredningen på fredninger.dk
4. ↑  "Natura 2000-planlægning 2022-2027". mst.dk. Miljøstyrelsen. 2023. Arkiveret fra originalen 29. marts 2024. Hentet 11. maj 2024.
5. ↑  Vandplan Hovedvandopland 1.10 Vadehavet 2009-2015. via web.archive.org

- Kort over området på miljoegis.mim.dk